# 12-й дальнебомбардировочный авиационный полк

## Наименования полка
Условное наименование — войсковая часть ??.
- 12-й тяжёлый бомбардировочный авиационный полк (1938 год)
- 12-й дальнебомбардировочный авиационный полк (1939 год)
- 12-й бомбардировочный авиационный полк (1942 год)
- 12-й бомбардировочный орденов Кутузова авиационный полк (с 22 октября 1944 года)
- 12-й бомбардировочный орденов Кутузова и Александра Невского авиационный полк (с 26 апреля 1945 года)
- 12-й тяжёлый орденов Кутузова и Александра Невского авиационный полк (1950 год)
- 12-й минно-торпедный орденов Кутузова и Александра Невского авиационный полк дальнего действия (ориентировочно конец 1959-начало 1960 гг)
- 12-й отдельный морской ракетоносный орденов Кутузова и Александра Невского авиационный полк (с 13 апреля 1961 года)

## История
Сформирован в апреле 1938 г. в Новочеркасске на базе расформированной 55-й легкобомбардировочной авиационной бригады. Первоначальное название — 12-й легкобомбардировочный авиационный полк. Приказом НКО СССР 31.06.1938 года полк был подчинён АОН-3. По другим данным, полк сформирован в Иваново, как 12-й тяжелобомбардировочный полк на самолётах ТБ-1 и ТБ-3.
Первый командир полка — полковник Наконечный Иван Тимофеевич, комиссар — старший политрук Мартынов Иван Трофимович. Полк состоял из 5 эскадрилий самолётов Р-5 и Рзет. В августе 1938 года полк перевооружили самолётами ДБ-3 и переименовали в дальнебомбардировочный авиаполк.
В 1939 году командиром полка назначен полковник Абраменко Павел Фёдорович
, комиссаром полка — батальонный комиссар Чаус Сергей Митрофанович.
На базе полка и 1-го тяжёлого бомбардировочного авиационного полка по приказу Командующего ВВС Северо-Кавказского округа от 13.03.1940 года был сформирован 81-й дальнебомбардировочный авиационный полк. Формирование нового полка началось на аэродроме Хотунок (близ Новочеркасска).
Некоторые эскадрильи и лётчики полка приняли участие в событиях 1939 года в Монголии на Халкин-Голе и в советско-финской войне 1939—1940 (в составе 42-го бап).
В апреле 1940 года полк перебазируется из Новочеркасска в Кутаиси Грузинской ССР в составе 3-й тяжелобомбаридовочной авиационной бригады. В связи с реорганизацией бригад 10 августа 1940 года полк вошёл в состав 25-й смешанной авиадивизии, а в ноябре 1940 года — в состав 26 отдельной авиационной дивизии дальнего действия. Войдя в состав дивизии полк переформирован в 12-й дальнебомбардировочный авиационный полк.
По состоянию на 5 декабря 1940 года в полку 76 исправных самолётов ДБ-3 и ДБ-3Ф, а также 5 неисправных. Личный состав 483 человека. Немного позже — 33 самолёта ДБ-3Ф и 49 самолётов ДБ-3, из них исправных 73. Кроме того 2 самолёта У-2. Лётчиков 58, штурманов 6, летнабов 72, стрелков-радистов 71, инженеров по эксплуатации 5, авиатехников 79, авиамехаников 39, техников по приборам 4, техников по радио 4, инженер по спецоборудованию 1, электротехников 5, авиамотористов 72, мастеров по вооружению 19, электромехаников 4, мастеров по приборам 5.
28 июля 1941 года полк базируется в г. Хашури Закавказского военного округа, командиром полка назначен майор Бычков Борис Павлович, военным комиссаром батальонный комиссар Толмачёв Фёдор Илларионович
.
В начале августе 1941 года на базе полка был сформирован ещё один полк, 12-й «А» дальнебомбардировочный авиационный полк, впоследствии переименованный в 454-й дальнебомбардировочный авиационный полк.
Полк принял участие в совместной советско-британской операции в Иране в августе 1941 года, в составе 26-й дбад, которая в этот момент переформировывалась. Для участия в операции 23 августа 1941 года полк перебазирован на аэродром Кюрдамир Азербайджанской ССР. Боевые задачи полка в операции состояли в проведении агитационной работы — разбрасывание листовок. 26 августа на выполнение боевого задания вылетало 25 самолётов полка, сброшено 226 500 листовок в районе Лакиджан, Энзели и Решт. Полк участвовал в Иранской операции с 25 августа по 2 сентября 1941, совершив 173 боевых вылета. 3 сентября полк перебазирован в Сандары (Сандар) под Тбилиси.
С 23 ноября 1941 года полк в составе действующей армии.
С 13 декабря 1941 года по 6 июня 1942 года полк участвовал в Великой Отечественной войне на Крымском фронте, в составе 113-й ад дд. С января 1942 года полк воюет в составе ВВС 46-й армии, базируясь на аэродроме Крымская Кавказского фронта. 16 мая этого года полк отведён в тыл на переформирование.
29 декабря 1941 года полк понёс первую потерю — не вернулся с боевого задания первый экипаж на Крымском фронте — командир Алфеев Андрей Иванович (были потери самолётов и людей во время Иранской компании, связанные с эксплуатацией и прочими небоевыми причинами — экипаж Остробородова; в связи с одновременной реорганизацией полка в два полка эти потери иногда относят на 454 бап).
31.12.1941 вылет Тибабишев, Никитин, Краузе, Макаров, 3 аэ. Высота бомбометания 600 м, количество сброшенных бомб — _.
13 декабря полк перебазируется в Армавир, 7 января — в ст. Крымская, 15.03.1942 — на аэродром Бегерово (Керченский п-ов).
В тылу полк находился до декабря, где был перевооружён на самолёты Ту-2. На базе полка проводились войсковые испытания вышеназванной машины, а затем полк на них воевал до конца войны. С 26 апреля 1943 года полк вновь на фронте. А уже 9 июля 1943 года полк вновь отводится на переформирование на подмосковный аэродром Кубинка.
С 8 августа 1943 года полк участвует в боевых действиях на Калининском фронте. 20 октября 1943 года полк отводится в тыл третий раз на очередное переформирование.
С конца апреля 1944 года полк входит в состав 334-й бомбардировочной дивизии резерва Ставки ВГК. С 6 июня 1944 года полк передислоцируется на Ленинградский фронт на аэродром Углово. В ходе Выборгской наступательной операции полк выполняет более 700 самолёто-вылетов, потеряв при этом единственный экипаж. Затем полк участвует в операции «Багратион», работая с аэродрома Улла.
22 октября 1944 года Указом Президиума Верховного Совета СССР  за образцовое выполнение заданий командования в боях с немецкими захватчиками при прорыве обороны противника юго-восточнее города Рига и проявленные при этом доблесть и мужество 12-й бомбардировочный авиационный полк награждён Орденом Суворова Кутузова III степени.
До конца 1944 года полк продолжал воевать в Прибалтике, затем переключился на работу по целям в Восточной Пруссии.
26 апреля 1945 года полк награждён орденом Александра Невского.
На заключительном этапе войны полк принял участие в Берлинской наступательной операции.
Всего за годы войны с Германией было выполнено 1787 боевых вылетов.
После окончания войны полк передислоцирован в Забайкалье в состав 12-й воздушной армии.
С 9 августа по 3 сентября полк принимает участие в Советско-японской войне и работает по целям в Маньчжурии с аэродрома Корниловка в Монголии. За всё время боевых действий полк имел одну небоевую потерю самолёта в результате аварии. Из-за возгорания двигателя Ту-2 выполнил вынужденную посадку на базовом аэродроме.
В 1947 году полк перебазирован на Сахалин, где в 1950 году получил самолёты Ту-4 и был переименован в 12-й тяжёлый бомбардировочный авиационный полк.
В 1951 году полк перелетел на аэродром Барановичи в Белоруссии, а затем в Тарту в Эстонии. В 1953 году полк перебазируется на аэродром Веретье (город Остров Псковской области). На этом аэродроме полк будет базировался до своего расформирования.
В 1954 году полк передаётся в состав 116-й тяжёлой авиационной дивизии специального назначения 74-го отдельного тяжёлого бомбардировочного авиационного корпуса. В состав дивизии также входили 685-й тяжёлый бомбардировочный авиационный полк и 61-я эскадрилья СпН самолётов СДК-5. Управление дивизии, оба полка, эскадрилья самолётов-имитаторов базировались на аэродроме Веретье, который сразу был отнесён к особо режимным объектам, где проводилось освоение ракетного комплекса «Комета».
В 1956 году полк был перевооружён на самолёты-носители Ту-16КС. В начале 1960 года дивизия расформирована. Полк передаётся в состав ВВС Краснознамённого балтийского флота и переименовывается в минно-торпедный. 13 апреля 1961 года полк переименован в 12-й отдельный морской ракетоносный авиационный полк. В 1963 году в полк поступили новейшие носители Ту-16К-16 с АКР КСР-2.
Примечание. На аэродром Веретье в дальнейшем перебазировался с Северного флота 9-й гв. мрап (с 1971 по 1974 год) и в 1980-м году с Балтики — 342-й отдельный авиаполк радиоэлектронной борьбы (342-й оап РЭБ).
29 декабря 1989 года 12-й отдельный морской ракетоносный авиационный полк ВВС БФ на аэродроме Веретье расформирован. Авиатехника передана на сформированную на аэродроме базу хранения, а оттуда в другие части ВВС ВМФ.

## Командование
| Командир                                                                          | Начальник штаба                                                    | Комиссар (заместитель по политической части)                                        |
| --------------------------------------------------------------------------------- | ------------------------------------------------------------------ | ----------------------------------------------------------------------------------- |
| Наконечный Иван Тимофеевич, полковник (апрель 1938—1939)                          |                                                                    | Мартынов Иван Трофимович, старший политрук (апрель 1938—1939)                       |
| Абраменко Павел Фёдорович, полковник (1939 — до 04.08.1941)                       | Голутвин Владимир Владимирович, подполковник (до 04.08.1941)       | Чаус Сергей Митрофанович, батальонный комиссар (25.09.1939 −09.07.1941)             |
| Бычков Борис Павлович, капитан (28.07.1941 — — 18.01.1942 — ?) майор с 17.11.1941 | Фиалковский Николай Кузьмич, капитан (04.08.1941 — 18.01.1942 — ?) | Боярский Евгений Владимирович, ст.бат.комиссар,)до 04.08.1941)                      |
| Яковлев Валентин Иосифович, капитан (?март 1942-июль 1942-?)                      | Панов Яков Павлович, подполковник (? −10.06.1944-13.10.1945- ?)    | Толмачёв Фёдор Илларионович, батальонный комиссар (28.07.1941 — 18.01.1942 — ?)     |
| Козырев Пётр Харитонович, майор (?10.05.1942-?)                                   |                                                                    | Лелюхин Василий Иванович, майор, зам.командира по политчасти (? −16.06.1944-1945 ?) |
| Васякин Марк Павлович, подполковник (сент 1943-17.07.1944)                        |                                                                    |                                                                                     |
| Герасимов Николай Константинович, майор (27.07.1944-?)                            |                                                                    |                                                                                     |
| Кожевников Ванифатий Алексеевич, подполковник (?-29.12.1944-__.09.1945-?)         |                                                                    |                                                                                     |

15 августа 1941 командир полка капитан Виноградов, военком полка ст.политрук Лимохин (проверить!)

## Личный состав
В составе полка служили и участвовали в боевых действиях многие бойцы и командиры. Некоторых переводили на повышение в состав управления дивизии, иных — в штаб полка 12А (позднее 454 бап). Некоторые получали другую должность в своём полку, причем смена должностей в спешке переформирования могла быть неоднократной. Некоторые техники и пилоты позже возвращались из 454 бап в 12 бап. Поэтому описание личного состава вызывает определённые трудности.

## Подчинение
Полк входил в состав:
апрель 1940 года — 3 тбб;
10 августа 1940 года полк вошёл в состав 25 смешанной ад;
декабре 1940 — в состав 26 отдельной авиадивизии дальнего действия ГК.
В августе 1941 года 26 дбад переформировывалась на несколько дивизий, в том числе 134 дбад, в которую вошёл 12 бап. В январе 1942 дивизия была переименована в 113 бад.
К середине 1942 полк был в составе 334 БАД.
Далее был переведён в состав 132 аддд.
В 1945 году 12 бап входил в состав 334 бад, которая входила в 6-й бомбардировочный авиационный корпус,
который был частью Забайкальского фронта.
(Смотри 12-я воздушная армия (СССР), Советско-японская война).
До 1954 года полк был в составе 334 авиационной дивизии в составе 74-го авиационного корпуса, затем передан в 116-ю тяжёлую авиационную дивизию 74-го отдельного тяжелобомбордировочного корпуса.
В конце 1959, начале 1960 года (точная дата неизвестна) полк передан в состав ВМФ, первоначально в состав 57-й минно-торпедной авиационной дивизии (предположительно).
С 13-го апреля 1961 года полк становится отдельным, в составе ВВС Балтийского флота, вплоть до расформирования в 1989 году.

## Награды полка и личного состава
Первые награды л/с полка получил ещё до Великой Отечественной:
Голутвин Владимир Владимирович,
Кобзарь Николай Тимофеевич,
Тихомиров Борис Константинович,
Чистяков Александр Александрович.
В том числе, были награждены некоторые участники Советско-финской войны:
Яненко Иван Фёдорович,
Брык Николай Данилович,
Каталин Александр Николаевич,
Белых Василий Андреевич,
Степаненко Иван Денисович,
Старокошко (Старокошка) Иван Яковлевич, 1914 г.р.
В начале Великой Отечественной, как пишут многие авторы, вообще не награждали. Однако, 12 бап летом участвовал в Иранской операции совместно с Великобританией. Армия Ирана и её сопротивление оказались незначительны. Следует заметить, что это была совместная англо-советская операция, превентивная операция предупреждения возможного нацистского переворота в Иране. Кроме того, советские войска (РККА) вводились в Иран в соответствии с договором 1921 года. Потери полка были только из-за организационно-технических причин. Вероятно, поэтому осенью не награждали никого.
Примечание: небоевые потери — из-за катастрофы самолёта и по другим причинам есть всегда. При ведении военных действий они бывают не очень заметны на фоне больших боевых потерь. А если боевых потерь нет, тогда потери только небоевые.
Однако, если внимательно читать представления к наградам за 1942 год, в них очень часто отмечалось участие в Иранской операции.
После лета полк продолжал боевую подготовку и освоение техники и принял участие в ВОВ только с 13.12.1941 года.
А первые награды были 21.02.1942 года, орден Ленина, ордена Красное Знамя и Красной Звезды.
Кроме того, полк тоже был награждён орденом Кутузова, по непроверенным данным, дважды.

## Интересно, что
- Оперативным аэродромом полка в 70-80-е годы был аэродром Обрику (на юге Эстонии).
- В ходе Выборгской операции полк понёс одну единственную потерю — был сбит самолёт Ту-2 командира 2-й АЭ А. А. Шумейко. Авсентий Андреевич Шумейко 2 августа 1944 года удостоен звания Героя Советского Союза посмертно. Его именем названа улица в г. Остров Псковской обл.
- На аэродроме Веретье снимались эпизоды художественного фильма «Случай в квадрате 36-80»
- 12-й БАП был одним из немногих полков, почти всю войну (с декабря 1942 года) провоевавших на бомбардировщике Ту-2.